# Bezaumont
Bezaumont är en kommun i departementet Meurthe-et-Moselle i regionen Grand Est (tidigare regionen Lorraine) i nordöstra Frankrike. Kommunen ligger i kantonen Pont-à-Mousson som tillhör arrondissementet Nancy. År 2022 hade Bezaumont 259 invånare.

## Befolkningsutveckling
Antalet invånare i kommunen Bezaumont
| Referens: INSEE |